# Petre Bădeanțu
Petre Bădeanțu (* 12. März 1929 in Timișoara; † 12. Januar 1993) ist ein ehemaliger  rumänischer Fußballspieler. Er bestritt insgesamt 218 Spiele in der Divizia A. Im Jahr 1951 gewann der Stürmer mit CCA Bukarest die rumänische Meisterschaft.

## Karriere
Die Karriere von Bădeanțu begann bei CFR Timișoara, wo er nach Ende des Zweiten Weltkrieges in den Kader der ersten Mannschaft kam, die seinerzeit in der ersten rumänischen Liga, der Divizia A, spielte. Bereits in seiner ersten Spielzeit zeichnete er sich als Torjäger aus und trug in der Saison 1946/47 16 Tore dazu bei, dass der Klub die Meisterschaft auf dem dritten Platz abschloss. In der Spielzeit 1947/48 konnte er mit 22 Toren die beste Trefferausbeute seiner Laufbahn erzielen. Am Saisonende stand die Vizemeisterschaft hinter ITA Arad und ein verlorenes Pokalfinale gegen denselben Gegner. Dies bedeutete die größten Erfolge der Vereinsgeschichte. In den beiden folgenden Spielzeiten konnte er ähnlich gute Torquoten erzielen, der Gewinn eines Titels blieb ihm in Timișoara jedoch versagt.
Dies änderte sich jedoch, nachdem Bădeanțu den Verein Anfang 1951 zu CCA Bukarest verlassen hatte. Mit CCA konnte er in der Saison 1951 das Double aus Meisterschaft und einem Erfolg im Pokalfinale gegen Flacăra Mediaș erringen. Für CCA bedeutete dieser Erfolg der erste Meistertitel der Vereinsgeschichte. Konnte er in jener Spielzeit noch neun Tore in 22 Spielen erzielen, konnte er hieran in den folgenden Jahren nicht mehr anknüpfen. Nach seiner Wechsel zu CA Câmpulung Moldovenesc zu Beginn der Saison 1952 und seiner Rückkehr in die Hauptstadt ein Jahr später traf er nur noch selten. Auch seine Rückkehr zu Locomotiva Timișoara im Sommer 1953 änderte zunächst nichts. In beiden Spielzeiten schlugen je zwei Treffer zu Buche. In der Saison 1954 konnte er zehn Treffer dazu beisteuern, dass sein Team die Meisterschaft auf dem vierten Rang abschloss. Anschließend rutschte Locomotiva in die Abstiegszone ab. Nach dem Abstieg 1956 beendete er seine Laufbahn.

## Nationalmannschaft
Bădeanțu kam einmal in der rumänischen Nationalmannschaft zum Einsatz. Er spielte am 2. Mai 1948 im ersten Spiel des Balkan-Cups 1948 gegen Albanien. Die Begegnung wurde mit 0:1 verloren.

## Erfolge
- Rumänischer Meister: 1951
- Rumänischer Pokalsieger: 1951